# Leguminivora
Leguminivora is een geslacht van vlinders van de familie bladrollers (Tortricidae), uit de onderfamilie Olethreutinae.

## Soorten
- L. glycinivorella (Matsumura, 1900)
- L. meridiana Kuznetsov, 1992
- L. ptychora (Meyrick, 1907)
- L. tricentra (Meyrick, 1907)